# Les claus de Girona
Las claus de Girona (Les claus de Girona, en català normatiu) és un drama en tres actes i en vers, original de Frederic Soler, estrenat al teatre Romea de Barcelona el 18 de desembre de 1893.

## Repartiment de l'estrena
- La madama Maria: Adela Clemente.
- La cantinera Caterina: Pilar Clemente.
- El coronel D. Lluís: Teodor Bonaplata.
- El comandant D. Rafel: Modest Santolària.
- El capità francès Albert: Antoni Labastida.
- En Grau: Iscle Soler.
- En Pere: Joaquim Pinós.
- Fra Benet: Frederic Fuentes.
- Soldats espanyols, miquelets i soldats francesos.